# Paso Fronterizo Cardenal Samoré
Der Paso Fronterizo Cardenal Samoré ist einer der Hauptstraßenpässe in den südlichen Anden an der Grenze zwischen Argentinien und Chile.
Neben dem Paso Internacional Los Libertadores ist er einer der am leichtesten zu fahrenden Andenpässe zwischen den beiden Staaten und eine der wenigen asphaltierten Passstraßen in der Region. Auf der westlichen Seite in Chile führt die in Osorno von der Panamericana abzweigende Ruta 215-CH zur Passhöhe, auf der östlichen Seite verläuft die argentinische Ruta Nacional 231 von San Carlos de Bariloche über Villa La Angostura zur Grenze. Die Passhöhe liegt knapp über 1300 m über dem Meeresspiegel, wobei die Angaben zwischen 1305 m und 1314 m schwanken.
Der Pass wird von rund einer halben Million Personen und rund 31.000 Lastkraftwagen jährlich zum Grenzübertritt zwischen Chile und Argentinien genutzt. Ein zwischen beiden Staaten 1974 abgeschlossener Vertrag garantiert den Transport chilenischer Waren aus der Región de los Lagos über die Passstraße und durch den argentinischen Teil von Patagonien zur chilenischen Región de Magallanes y de la Antártica Chilena. Der Grenzübertritt unterliegt der Kontrolle durch die Policía de Investigaciones de Chile (PDI) und der Gendarmería Nacional Argentina.

## Geschichte

Karte der Region

Die Passstraße hat ihren heutigen Namen nach Kardinal Antonio Samorè, der von 1978 bis 1983 im Beagle-Konflikt zwischen Chile und Argentinien vermittelte. Argentinien plante damals, mit der Operation Soberanía durch das III. Armeekorps unter Befehl von Luciano Benjamín Menéndez den Pass zu überqueren und die Regíón de los Lagos einzunehmen.
Vor seiner Umbenennung war der Pass in Chile als Paso Puyehue bekannt, die Argentinier kannten ihn als El Rincón.
Nach dem Ausbruch des Vulkans Puyehue-Cordón Caulle im Juni 2011 wurde die Passstraße für zwei Monate gesperrt.
Nach einem Brand der Abfertigungsgebäude auf der chilenischen Seite am 31. Dezember 2012 wurde der Pass für den Verkehr komplett gesperrt. Am 25. Januar 2013 wurde der Pass wieder geöffnet.

## Belege
1. 1 2   Disputa con Chile por la reapertura del paso Samoré, La Nación, 4. August 2011. Abgerufen am 17. September 2011 (spanisch).